# Рок-Синдром
«Рок-Синдром» — советская и российская метал-группа, стоявшая у истоков металлического движения в СССР, существующая с 1986 года под лидерством гитариста , вокалиста, автора музыки и текстов Сергея Горбунова.

## История
Первое официальное выступление группы прошло на 1-м Горьковском Рок-фестивале «Рок-86» 30 октября 1986 года, в жюри которого председательствовал Артем Троицкий. Это была самая «тяжелая» команда фестиваля, а её выступление вызвало, в буквальном смысле, нездоровый ажиотаж.

 Курьёзную программу в так называемых «дневных рок-мастерских» отыграл «Рок-Синдром» Сергея Горбунова: наверное, кроме него в те годы «металл» в Горьком никто не отливал  

сугубо металлический «Рок-синдром», который, как сейчас говорится, напрочь «сорвал крыши» тогдашним подросткам;
Многие песни тогда воспринимались не иначе как манифест. На стыке эпох нужны были новые, искренние и убедительные слова.
И люди, поняв себя,
Воздвигли тяжёлый рок.
И в нём так много огня,
И много тяжёлых нот,
- такие строки звучали в заглавной песне группы «Рок-Синдром». 
 
В результате, группа одной из первых была принята в Горьковский Рок-клуб.

Первый сольный концерт группы состоялся 5 марта 1987 года и назывался «Нездоровый ажиотаж».
Будучи членом совета Рок-клуба Сергей Горбунов принимал в его состав Сергей Чиграков, Алексей Хрынов «Полковник». Группа Принимала участие в концертах лауреатов первого горьковского рок-фестиваля «Рок-86» , давала сольные концерты с полными аншлагами, самым значимым стал концерт в июне 1987 года после которого демонстрация фанатов группы по центральным улицам города Горького переросла в столкновения . Все это отразилось в статье "Под знаменами «тяжелого металла». [Бармин В. Под знаменами «тяжелого металла». Горьковский рабочий, 13.07.87.]. Про «Рок-Синдром» в статье не было написано ни слова, но группа испытала на себе давление со стороны работников ВЛКСМ, на местах учёбы и т. д. Из первоначального состава «Рок-Синдрома» к фестивалю «Рок-87» остался только Сергей Горбунов. Была сделана программа с новыми музыкантами, но группа больше не была допущена до горьковской рок-сцены .
В 1991 году Сергей Горбунов закончил эстрадное отделение по классу электрогитары (Артист эстрадного ансамбля).
Сергей Горбунов разные годы (1991—1997) сотрудничал в качестве гитариста с эстрадными и рок-исполнителями — певицей Раиса Саед-Шах, певцом Александром Ковалевским, «Коррозия металла» (группа)» (осень 1997) и выступал с сольными программами на городских мероприятиях по стране.
Сергей Горбунов обладатель уникального опыта по созданию гитарных аранжировок в области наложения звука. Подобные технологии использовали такие мировые мастера, как гитаристы-виртуозы: Les Paul (Лес Пол) и Jimmy Page (Джимми Пейдж).
С 1998 года Рок-Синдром принимает участие в концертных программах многочисленных байкерских фестивалей по всей стране: Мотоярославец, «Энергия дорог» и многих других от Москвы до Дальнего Востока.
В 2003 году был записан EP (5 песен) с сессионным участием музыкантов группы Чёрный Обелиск (группа) — «Рожденный Свободным».
Запись проходила в период с августа 2002 года по 2003 год на аудиостудии группы Чёрный Обелиск. В ней принимали участие:
- Сергей Горбунов — вокал, соло-гитара, бас-гитара, автор музыки и текстов
- Сессионные музыканты:
  - Владимир Ермаков — барабаны (Чёрный Обелиск)
  - Даниил Захаренков — бас-гитара (Чёрный Обелиск)
  - Дмитрий Борисенков (Чёрный Обелиск) — соло-гитара, бэк-вокал, звукорежиссёр.

Музыканты группы Рок-Синдром — гитарист-виртуоз Сергей Горбунов и «Королева безладовой бас-гитары России» Алена Полтавская (безладовая бас-гитара) с 2006 года — эндорсеры именных моделей струн «Rock Syndrome Strings» «Эмузин».
Сергей Горбунов — автор школ игры на электрогитаре и бас-гитаре — «Rock School» (издательство «Эмузин» 2006—2007).
Алена Полтавская — составитель и редактор энциклопедии «Рок Музыка России» («Эмузин» 2007).
Группа постоянно принимает участие в концертных программах кубков и чемпионатов мира и Европы по различным[каким?] видам спорта, выступает на различных фестивалях по стране.
25 февраля 2012 года «Рок-Синдром» отыграл концерт на Чемпионат Европы по бобслею/Чемпионат Европы по санному спорту 2012 (FIL European Luge Championships 2012), проводившемся в подмосковном Парамоново.
В декабре 2012, 2013 и 2014 годов «Рок-Синдром» был приглашен принять участие в Торжественной церемонии открытия Кинофестиваля «Сказка (кинофестиваль)» в Московском театре «Театр Луны» Сергея Проханова.
В июле 2013 года «Рок-Синдром» был приглашен принять участие в Первом гитарном фестивале России в Плесе. 
Пресса своеобразно отметила «энергичный сет группы»:

Официальный лайн ап фестиваля начался с весьма энергичного сета группы «Рок-синдром».
По словам ведущего Михаила Козырева, группа примечательна тем, что в её арсенале имеется 2,5-часовой рок-н-ролл «Конёк-Горбунок (альбом)», написанный по мотивам гениальной сказки Ершова.
Слава Богу, демонстрировать этот смертельный трюк в Плесе музыканты не отважились, зато порадовали блюзами о байкерах, автогонках и эксцентричных персонажах, которые «медленно не ездят».
К тому же мало кто из мужчин, присутствовавших у сцены, проявил равнодушие по отношению к фигуристой блондинке-басистке Алене Полтавской, украшенной лисьими хвостами и представившей гитариста группы Сергея Горбунова как «русского Джимми Хендрикса». Коронным номером «Рок-синдрома» оказалась своеобразная обработка пьесы «В пещере горного короля» Эдварда Грига. Удивления на этом не закончились — и под занавес Горбунов исполнил под банджо написанный прямо по дороге в Ивановскую область гимн «Мы приехали в Плес — рок-н-ролл нас привез».

В августе 2013 года «Рок-Синдром» был приглашён принять участие в концертной программе Deutsche Tourenwagen Masters, проходившейся на Moscow Raceway — гоночной трассе в Волоколамском районе Московской области.
В июле 2014 года «Рок-Синдром» был приглашён принять участие в концертной программе закрытия 1-й смены X юбилейного Всероссийского молодёжного форума «Селигер (форум)» 18 июля 2014.
В августе 2015 года «Рок-Синдром» был приглашён принять участие в концертной программе на Всероссийском молодёжном образовательном форуме «Территория смыслов на Клязьме» 8 августа 2015.
В сентябре 2015 года группе «Рок-Синдром» поступило предложение от медиа-гиганта, лейбла Soyuz Music заключить контракт на выпуск альбомов группы.
11 марта 2016 на лэйбле Soyuz Music состоялся релиз альбома группы «Рок-Синдром» «Армия Рок-Н-Ролла» в который вошли 10 новых треков и 20 bonus track из предыдущих альбомов группы: "Мы уедем в Рок-Н-Ролл" 2009 и "Зов Рок-Н-Ролла" 2012 .
Пресса окрестила стиль группы как:

Рок-синдром, Название: «Армия рок-н-ролла», Стиль: рок с яйцами

охарактеризовав направленность тематики песен альбома следующим образом:

Сборник лучших вещей «РС» «Армия рок-н-ролла» дает слишком уж исчерпывающее представление о специфике команды.
Бесконечные описания однообразных рок-приключений можно было бы заменить одной-единственной песней «Поезд „Москва Рок-Н-Ролл“»), где нехитрые чаяния Сергея Горбунова изложены наглядно и метафорично посредством железнодорожных реалий. Из прочих удач стоит выделить балладу «Лететь как птица над Землей», новую версию гимна «Рожденный свободным» и забавную полубредовую шумелку «Металлический танк».
Всё остальное — сильно на любителя, хотя в атмосфере байк-фестивалей, да под пиво, да в компании прекрасных барышень этот пафос вполне уместен. Преддверие Валгаллы, как-никак!

22 Апреля 2016 на лэйбле Soyuz Music состоялся релиз самого длинного рок-н-ролла в мире от группы Рок-Синдром на полный текст сказки «Конёк-Горбунок (альбом)Конёк-Горбунок Ершова, длительностью 132 минуты.
13—14 августа 2016 года «Рок-Синдром» отыграл концерты на FIM Junior Motocross World Championship Highlights Russia 2016 - Чемпионат мира по мотокроссу среди юниоров ФИМ, проводившемся во Всероссийском детском центре Орлёнок.
16 сентября 2016 на лэйбле Soyuz Music состоялся релиз рок-оперы — «Пугачев» (Рок-Синдром, Сергей Есенин) — Рок-Синдром — «Пугачов — музыка бунтарей» на полный текст драматической поэмы Сергея Есенина «Пугачов», 1922 (через «о», согласно орфографическим правилам тех лет).
25 ноября 2016 на лэйбле Soyuz Music состоялся релиз сингла «Война». Песня написана весной 1987 года, запись — октябрь 2016 года.
9 декабря 2016 на лэйбле Soyuz Music состоялся релиз «Новогодний» EP — новогодние инструментальные пьесы.
28 июня 2017 на лэйбле Soyuz Music состоялся релиз сингла «Ртутное золото», в который вошли три песни из нового альбома «Алхимические поэты». Песня «Навсегда» из сингла «Ртутное золото» в июле 2017 вошла в HotTop-10 — десятку горячих хитов на iTunes (Apple Music Rock).
14 июля 2017 на лэйбле Soyuz Music состоялся релиз сингла «Арлекин», второго сингла из нового альбома «Алхимические поэты». Песня «Арлекин» на текст стихотворения Блока «Свет в окошке шатался…»
входила в программу первого официального выступления группы Рок-Синдром 30 октября 1986 года на фестивале «Рок-86».
19 августа 2017 года Рок-Синдром был приглашен принять участие в концертной программе праздника "Открытое небо-2017", прошедшем на военном аэродроме "Иваново-Северный".
25 августа 2017 на лэйбле Soyuz Music состоялся релиз сингла «Венесуэла». Песня «Венесуэла» из этого сингла в сентябре 2017 вошла в HotTop-10 — десятку горячих хитов на iTunes (Apple Music Rock).
13 ноября 2017 на лэйбле Soyuz Music состоялся релиз альбома группы Рок-Синдром «Алхимические поэты». Название альбома на обложке — «POETI ALCHIMISTI» (итальянский).
23 января 2018 на лэйбле Soyuz Music состоялся релиз сингла «Gaudeamus». Инструментальная композиция «Gaudeamus» из этого сингла в январе 2018 вошла в HotTop-10 — десятку горячих хитов на iTunes (Apple Music Rock).
23 февраля 2018 на лэйбле Soyuz Music состоялся релиз сингла «NEIN». Название сингла на обложке — руническая надпись, соответствующая «NEIN».
6 апреля 2018 на лэйбле Soyuz Music состоялся релиз EP «Фосфорный дождь». Песня «Фосфорный дождь» из этого EP в апреле 2018 вошла в HotTop-10 — десятку горячих хитов на iTunes (Apple Music Rock). Название EP на обложке — «FOSFOR NEDBØR» (новрвежский).
6 июля 2018 на лэйбле Soyuz Music состоялся релиз сингла «Звездный отряд». Песня «Звездный отряд» из этого сингла в июле 2018 заняла первое место в HotTop-10 — десятке горячих хитов на iTunes (Apple Music Rock) и возглавляла его в течение недели. Название сингла на обложке — «STAR TRUP» (датский).
27 июля 2018 на лэйбле Soyuz Music состоялся релиз сингла «Железные ангелы».
2 ноября 2018 на лэйбле Soyuz Music состоялся релиз инструментального альбома «Star Strings». На этом альбоме участники группы выпустили свою версию «Полета шмеля» Николая Андреевича Римского-Корсакова в «тяжёлой» аранжировке в темпе 200 bmp (время звучания - 1 минута), что на 5 секунд быстрее мирового рекорда скрипача-виртуоза Дэвида Гарретта. А «Bolero» Равеля, выпущенное на этом альбоме, впервые целиком звучит посредством тембров одних лишь электрогитар.
Пресса отреагировала на выход альбома так:

«Рок-Синдром» подходит к обработкам с изрядным зарядом наглости. Солирующая электрогитара звучит виртуозно, но довольно разболтанно, будто музыканты уже опрокинули две пинты в байкерском клубе, но странным образом эти версии не противоречат оригиналам, а заставляют их заиграть новыми красками. «Рок-Синдром» увлечённо «рассказывает Чайковскому новости», и Пётр Ильич мог бы ответить словами коллеги Матецкого: «Я примерно так это и задумывал». Классика и рок-н-ролл предстают здесь полноценным двойственным союзом: пусть младший брат и выглядит немного раздолбайски, но ему это идёт. Испортить знакомые всем с детства мелодии так или иначе было несложно, но «Рок-синдром» посмотрел на них под другим углом зрения - и не испортил, а, скажем так, дополнил.

14 декабря 2018 на лэйбле Soyuz Music состоялся релиз сингла «Песня Деда Мороза (Remix)». Песня с 14 декабря 2018 вошла в горячие треки на iTunes (Apple Music Rock).
22 февраля 2019 на лэйбле Soyuz Music состоялся релиз сингла «Масленица (Remix)».
17 мая 2019 на лэйбле Soyuz Music состоялся релиз сингла «Твой яд».
27 июля 2019 года Рок-Синдром был приглашен принять участие в концертной программе фестиваля «Дым над водой. От классики до рока», прошедшем на курорте «Коробицыно», на озере Красное.
29 ноября 2019 на лэйбле Soyuz Music состоялся релиз сингла и видеоклипа «Твой мозг LSD». Песня посвящена Джейн Мэнсфилд.
31 декабря 2020 на лэйбле Soyuz Music состоялся релиз сингла «Улетай со мной».
27 марта 2020 на лэйбле Soyuz Music состоялся релиз сингла и видеоклипа «Под каждой маской скрывается смерть».
24 апреля 2020 на лэйбле Soyuz Music состоялся релиз сингла «Справедлива только смерть».
15 мая 2020 года на лэйбле Soyuz Music состоялся релиз девяти архивных альбомов и синглов группы с 1987 года по 2010.
1. Рок-Синдром - «Рок-Синдром 1987», single, 1987 
2. Рок-Синдром - «Ария Мефистофеля», single, 1994 
3. Рок-Синдром - «Rondo a la Deutschen», single, 1995 
4. Рок-Синдром - «Газовая атака зомби», EP, 1998
5. Рок-Синдром - «Рухнувший мир», 2000 
6. Рок-Синдром - «1%», EP, 2001 
7. Рок-Синдром - «Воины всегда любили громкие песни», single, 2005
8. Рок-Синдром - «Спорт», single, 2009
9. Рок-Синдром - «Россия», EP, 2010
15 мая 2020 состоялся релиз Various Artists «Хроноп - Трибьют Весна». Рок-Синдром принял в нём участие, записав ранее неизданную песню группы «Хроноп» - «Сержант Пеппер».
26 июня 2020 на лэйбле Soyuz Music состоялся релиз сингла и видеоклипа Рок-Синдром - «В моем доме идёт снег».
31 июля 2020 на лэйбле Soyuz Music состоялся релиз сингла и видеоклипа Рок-Синдром - «Один из нас». Песня в августе 2020 вошла в плейлист «Рок-клуб» на iTunes (Apple Music Rock).
11 сентября 2020 на лэйбле Soyuz Music состоялся релиз полноформатного альбома и одноимённого видеоклипа Рок-Синдром — «Улетай со мной».
25 октября 2020 Рок-Синдром принял участие в концерте «Музыкальный мир Георгия Данелии Данелия, Георгий Николаевич» (90 лет со дня рождения) в Концертный зал имени П. И. Чайковского, где сольно исполнил попурри на тему из игрового фильма Кин-дза-дза! и анимационного фильма Ку! Кин-дза-дза.
И совместно с Ивом Набиевым исполнил песню «Мемуары» из репертуара Аракс (группа), прозвучавшую в фильме Афоня.
19 февраля 2021 на лэйбле Soyuz Music состоялся релиз сингла «Опричник».
16 июля 2021 на лэйбле Soyuz Music состоялся релиз сингла «Никогда не кончится зима».
29 октября 2021 на лэйбле Soyuz Music состоялся релиз сингла «Продайте мне билет в далекую страну».
4 ноября 2022 на лэйбле Soyuz Music состоялся релиз полноформатного альбома «Время жестоких битв». На этом альбоме участники группы выпустили свои версии «Полёта Валькирий» Рихарда Вагнера и «Erbarme dich, mein Gott» из «Страстей по Матфею» Иоганна Себастьяна Баха в «тяжёлой» аранжировке.
С лета 2022 года место за барабанной установкой в группе занимает Андрей (Тор) Мартыненков, ранее игравший в «Коррозии металла» (2003—2014), «Krüger» (2013—2022).
28 июля 2023 на лэйбле Soyuz Music состоялся релиз сингла «Рахманинов». На этом сингле участники группы выпустили свои версии «Прелюдии до-диез минор» и «Итальянской польки» Сергея Рахманинова в «тяжёлой» аранжировке.
29 июля 2023 Рок-Синдром исполнил совместно с Симфоническим Оркестром Ленинградской области под руководством Маэстро Михаила Голикова «Куплеты Мефистофеля» Шарля Гуно на фестивале «Дым над водой. От классики до рока».
19 августа 2023 года «Рок-Синдром» вместе с группами АнимациЯ и Сурганова и оркестр стал одним из хедлайнеров на самом крупном мероприятии на Дальнем Востоке - фестивале авиации и музыки "Крылья Сахалина". Фестиваль проводился на аэродроме Пушистый острова Сахалин. 

Пресса своеобразно отметила выступление группы: 

19:43 И вот на сцене первый хедлайнер сегодняшнего вечера — «Рок-Синдром»! Прекрасная дама с бас-гитарой — one love, ты зажгла фейерверк в наших сердечках!

В августе 2023 гитарист и вокалист группы Рок-Синдром Сергей Горбунов и харпер Михаил Горбунов появились на киноэкранах страны в российском художественном сериале Библиотекарь по мотивам одноимённого романа Михаила Елизарова, где принимали участие в сценах битв в роли участников банды рокеров.

## HotTop-10 — десятка Горячих хитов iTunes
- «Навсегда» в июле 2017 вошла в HotTop-10 — десятку Горячих хитов на iTunes (Apple Music Rock).
- «Венесуэла» в сентябре 2017 вошла в HotTop-10 — десятку Горячих хитов на iTunes (Apple Music Rock).
- «Gaudeamus» (инструментальная композиция) в январе 2018 вошла в HotTop-10 — десятку Горячих хитов на iTunes (Apple Music Rock).
- «Фосфорный дождь» в апреле 2018 вошла в HotTop-10 — десятку Горячих хитов на iTunes (Apple Music Rock).
- «Звездный отряд» в июле 2018 заняла первое место в HotTop-10 — десятке Горячих хитов на iTunes (Apple Music Rock) и возглавляла его течении недели.

### Магнитальбомы
- 1987 — Рок-Синдром 1987[38]

### Студийные альбомы и EP
- 1998 — EP Газовая атака зомби[39]
- 2000 — Рухнувший мир[40]
- 2001 — EP 1 %[41]
- 2003 — EP Рождённый свободным
- 2009 — Мы уедем в рок-н-ролл! — песни вошли в альбом «Армия рок-н-ролла»
- 2010 — EP Россия (инструментальный)[42]
- 2012 — Зов рок-н-ролла — песни вошли в альбом «Армия рок-н-ролла»
- 2016 — Армия рок-н-ролла[43]
- 2016 — Конёк-Горбунок — самый длинный рок-н-ролл в мире[44]
- 2016 — рок-опера «Пугачов — музыка бунтарей»[45]
- 2016 — EP Новогодний (инструментальный)[46]
- 2017 — Алхимические поэты[47]
- 2018 — EP Фосфорный дождь[48]
- 2018 — Star Strings[49]
- 2020 — Улетай со мной[50]
- 2022 — Время жестоких битв[51]

### Синглы
- 1994 — Ария Мефистофеля (инструментальный)[52]
- 1995 — Rondo a la Deutschen (инструментальный)[53]
- 2005 — Воины всегда любили громкие песни[54]
- 2009 — Спорт[55]
- 2016 — Война[56]
- 2017 — Ртутное золото[57]
- 2017 — Арлекин[58]
- 2017 — Венесуэла[59]
- 2018 — Gaudeamus (инструментальный)[60]
- 2018 — NEIN[61]
- 2018 — Звездный отряд[62]
- 2018 — Железные ангелы[63]
- 2018 — Песня Деда Мороза (Remix)[64]
- 2019 — Масленица (Remix)[65]
- 2019 — Твой яд[66]
- 2019 — Твой мозг LSD[67]
- 2020 — Улетай со мной[68]
- 2020 — Под каждой маской скрывается смерть[69]
- 2020 — Справедлива только смерть[70]
- 2020 — В моем доме идет снег[71]
- 2020 — Один из нас[72]
- 2021 — Опричник[73]
- 2021 — Никогда не кончится зима[74]
- 2021 — Продайте мне билет в далекую страну[75]
- 2023 — Рахманинов[76]

### Сборники
- 2017 — Various Artists «С новым годом, землячки!»[77]
- 2020 — Various Artists «Хроноп - Трибьют Весна»[78]

### Фильмография
| Год  |   | Название     | Роль                    |
| ---- | - | ------------ | ----------------------- |
| 2023 | с | Библиотекарь | банда рокеров (8 серия) |